# Томас, Соня
Соня Томас по прозвищу «Чёрная вдова» (англ. Sonya «The Black Widow» Thomas) — американка из Висконсина корейского происхождения, известная своими достижениями в скоростном употреблении пищи.
Её вес — менее 50 кг.
- до 2000 г. — рекорд по поеданию сваренных вкрутую яиц (65 яиц за шесть минут 40 секунд);
- до 2000 г. — рекорд по поеданию куриных крылышек (167 крылышек за 32 минуты);
- 6 августа 2000 г. — установила новый мировой рекорд в соревнованиях по скоростному поеданию сосисок (35 сосисок за 10 минут);
- 30 сентября 2000 г. — установила новый мировой рекорд в соревнованиях по скоростному поеданию омаров в городе Кеннебек (съела 44 омара общим весом 5,13 килограмма за 12 минут)[1].